# Susanna im Bade

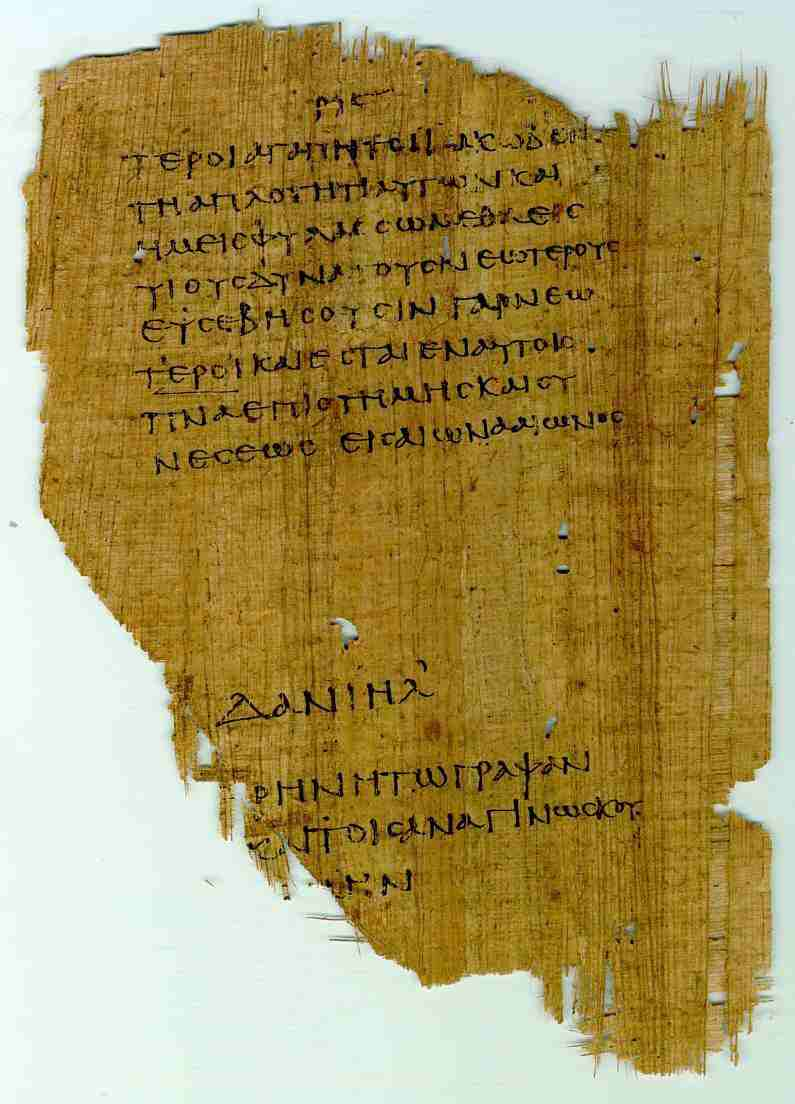
Beginn des Buchs Daniel mit der Susanna-Erzählung (Papyrus 967)

Als Susanna im Bade, auch Susanna und die (beiden) Ältesten, wird die biblische Erzählung von der Rettung der Susanna durch den Propheten Daniel bezeichnet. Die Geschichte ist unter der ersten Bezeichnung nicht nur in der bildenden Kunst, sondern auch in der Rechtswissenschaft bekannt.

## Textüberlieferung
Die Geschichte um Susanna ist in der hebräisch-aramäischen Fassung des Buches Daniel, das zum jüdischen Kanon heiliger Schriften (Tanach) gehört, nicht enthalten. Die griechische Übersetzung des Danielbuchs bietet einen erweiterten Text, der unter anderem auch die Erzählung von Susanna im Bade enthält. Ihr folgt die lateinische Vulgata und damit die westkirchliche Bibeltradition. Während die Susanna-Erzählung in der Version des Theodotion am Anfang des Buches Daniel erscheint, zum Teil auch als selbständige Schrift überliefert ist, steht sie in der Vulgata am Ende des Danielbuchs. Das übernehmen römisch-katholische Bibelübersetzungen, zum Beispiel die deutsche Einheitsübersetzung. In der Lutherbibel wird die Perikope unter die Apokryphen des Alten Testaments eingeordnet (Stücke zum Buch Daniel). Aufgrund eines griechischen Wortspiels in den Versen 54–55 und 58–59 (altgriechisch σχίνον > σχῖνος ‚Mastixbaum‘ und σχίσει > σχίζω ‚spalten‘; πρίνον > πρῖνος ‚Steineiche‘ und καταπρίσει > -πρίζω; -πρίω ‚absägen‘) geht man davon aus, dass die Erzählung auch ursprünglich in Griechisch verfasst wurde.
Diese Erzählung liegt in zwei unterschiedlichen Fassungen vor, die sich sprachlich eng berühren, inhaltlich aber abweichen: der frühen Septuaginta-Fassung (SusLXX) und einer ca. 100 Jahre danach erstellten Neufassung, der sogenannten Theodotion-Fassung (SusTh). Theodotion bezeichnet hier nicht den jüdischen Bibelübersetzer gleichen Namens, der im 2. Jahrhundert n. Chr. lebte, sondern eine Übersetzung des Danielbuchs ins Griechische, die um die Zeitenwende, möglicherweise in Palästina, angefertigt wurde. Diese Fassung war in ständigem kirchlichem Gebrauch und ist daher sehr gut überliefert, während die Septuaginta-Fassung in Vergessenheit geriet und erst 1772 durch Publikation des Codex Chisianus R.VII.45 (Minuskel, 10. Jahrhundert) aus der Bibliotheca Apostolica Vaticana wieder bekannt wurde. 1931 wurde im ägyptischen Aphroditopolis P967, ein Papyrus-Codex des 2. Jahrhunderts n. Chr. entdeckt, der Ezechiel, Daniel und Ester in einer vorhexaplarischen Version enthält. Die (allerdings fragmentarischen) Blätter mit der Susanna-Erzählung befinden sich in Köln. Origenes kannte noch beide griechische Fassungen, Hieronymus dagegen nur die Theodotion-Fassung, die er ins Lateinische übersetzte. Modernen Bibelübersetzungen liegt die Theodotion-Fassung zugrunde.

## Inhalt

### Septuaginta-Version
Die Septuaginta-Fassung (SusLXX) lässt Ort und Zeit der Handlung relativ unbestimmt. Die Erzählung spielt jedenfalls in einer jüdischen Gemeinde mit Selbstverwaltung und eigener Gerichtsbarkeit. Susanna, die Frau Chilkias’, pflegt im Park ihres Mannes spazieren zu gehen. Zwei Richter beobachten sie dabei, tun sich zusammen und bedrängen Susanna. Sie weist sie ab. Die verbrecherischen Männer aber wandten sich ab, drohten bei sich und planten heimtückisch, sie zu Tode zu bringen. Als alle Israeliten des Orts in der Synagoge versammelt sind, ordnen sie an, Susanna herbeizubringen. Sie wird herbeigebracht mit ihrer Familie und ihren vier Kindern und öffentlich erniedrigt. Dann sagen die beiden Richter aus, sie hätten im Park beobachtet, wie Susanna mit einem jungen Mann Ehebruch beging. Und die ganze (Versammlung in der) Synagoge glaubte ihnen, da sie Älteste waren und Richter des Volkes. Als Susanna zur Hinrichtung geführt wird, ist ein Engel zugegen, der auf Gottes Geheiß einem Jüngeren mit Namen Daniel den Geist der Einsicht gibt. Daniel stellt die Menge zur Rede, dass sie einem Todesurteil ohne ordentlichen Prozess zugestimmt hätte. Daniel lässt die beiden Richter voneinander trennen. Er ermahnt die Anwesenden, nicht etwa zu denken, dass Älteste ohnehin nicht lügen würden. Er werde sie nun verhören. Daniel fragt erst den Älteren, dann den Jüngeren, unter welchem Baum sie den Ehebruch beobachtet hätten. Da einer einen Mastixbaum, der andere eine Eiche nennt, ist die Falschaussage offensichtlich. Die empörte Menge ergreift die beiden Falschzeugen. Sie werden geknebelt und in eine Schlucht gestoßen. Im Gegensatz zu den korrupten Älteren lobt der Verfasser die jüngere Generation. Mit der Hoffnung auf junge Frauen und Männer, die tüchtig und einsichtig sind, klingt die Erzählung aus. Damit übt der Verfasser Kritik an der eigenen Oberschicht (Hasmonäer und ihre Parteigänger).

### Theodotion-Version
Der Bearbeiter der Theodotion-Fassung (SusTh) entschärfte die Sozialkritik von SusLXX. Er lokalisiert die Handlung in Babylon. Indem die Susanna-Erzählung dem Danielbuch vorangestellt wurde, erscheint sie als Kindheitsgeschichte des Propheten Daniel. Dass die beiden Alten durch ihr Richteramt Macht ausüben können, tritt zurück, so dass sie mehr als zwei lüsterne Greise erscheinen:
In Babylon lebte ein reicher Mann namens Jojakim. Seine Frau Susanna ist nicht nur schön und fromm, sie hat als Mädchen auch Toraunterricht erhalten. In Jojakims Haus verkehrten zwei Älteste und Richter. Sie beobachten Susanna dabei, wie sie im Park ihres Mannes spazieren geht. Und sie verkehrten ihren Sinn und wandten ihre Augen davon ab, zum Himmel zu schauen und an Gerechtigkeit und Recht zu denken.
Die beiden beobachten die Frau tagelang bei ihren Spaziergängen im Park. An einem heißen Tag wünscht Susanna ein Bad zu nehmen, sie schickt ihre Mädchen aus, die Parktore zu schließen und Öl und Salben herbeizubringen. Die Ältesten in ihrem Versteck bleiben unbemerkt, als die Tore geschlossen werden. Sie sind nun mit Susanna allein im Park und bedrängen sie: Falls sie nicht bereit sei, mit ihnen zu schlafen, würden sie Anklage erheben, Susanna habe Ehebruch mit einem jungen Mann begangen. Doch Susanna bleibt standhaft, weigert sich und schreit. Die beiden Ältesten schreien ebenfalls und nehmen die Dienerschaft als Zeugen für ihre Geschichte. Am anderen Tag kommt die Bevölkerung bei Jojakim zusammen, und die beiden Ältesten lassen Susanna vorführen und ihr den Schleier abnehmen. Dann bringen sie ihre Anklage vor. Die Versammlung glaubt den beiden und verurteilt Susanna zum Tode. Und während sie weggeführt wurde, um zu sterben, erweckte Gott den heiligen Geist eines jüngeren Knaben, der den Namen Daniel (hatte). Er wirft der Menge ihr unverantwortliches Verhalten vor und fordert sie auf, zum Gerichtsort zurückzukehren. Die Gemeindevorsteher laden den Knaben ein, in ihrer Mitte Platz zu nehmen und das Verfahren zu leiten. Er trennt die beiden Ältesten und fragt sie unabhängig voneinander, unter welchem Baum Susanna ihren Mann betrogen haben soll. Während der eine angibt, sie habe es unter einem Mastixstrauch getan, sagt der andere, es sei eine Eiche gewesen. Da schreit die ganze Versammlung auf und erkennt, dass es sich bei den beiden Zeugen um zwei Lügner handelt. Susanna wird ihrer Familie zurückgegeben. Die beiden falschen Zeugen werden getötet. Daniel ist nun beim ganzen Volk angesehen: Damit endet diese Version der Erzählung.
Die Neufassung der Erzählung trägt nach Michael Tilly den veränderten politischen Rahmenbedingungen Rechnung. Entstanden ist sie um die Zeitenwende, als Judäa Teil der römischen Provinz Syria war. Politik und Rechtsprechung war der eigenen Oberschicht entzogen, damit erübrigte sich die Kritik aus SusLXX. Die Susanna-Erzählung wird daher zu einer unterhaltsamen Beispielerzählung, die zur Tugend anspornen soll und nebenher zeigt, dass Daniels besondere Begabung bereits in seiner Jugend erkennbar war.

## Wirkungsgeschichte

### Die Susanna-Erzählung in der Alten Kirche
Der Kommentar Hippolyts von Rom (frühes 3. Jahrhundert) zum Buch des Propheten Daniel ist der älteste bekannte christliche Bibelkommentar überhaupt und auch wegen seines Inhalts für Patristiker besonders interessant.
Hippolyt versuchte, die Susanna-Erzählung in der Biografie Daniels einzuordnen. Zeitlich sei Daniels Intervention beim Prozess der Susanna zwischen Kapitel 1 und Kapitel 2 des Danielbuchs anzusetzen. Er deutet die Erzählung typologisch: Der junge Daniel wird zum Typos des zwölfjährigen Jesus im Tempel. Sulpicius Severus folgerte daraus, dass Daniel auch zwölf Jahre alt gewesen sei. Susanna ist für Hippolyt Typos der Kirche; um sein Kirchenideal zu veranschaulichen, deutet er die einzelnen Züge der Erzählung allegorisch aus, beispielsweise stehen die beiden Ältesten für die beiden „ständigen (äußeren) Feinde der Kirche“, Juden und Heiden; alternativ auch die inneren Feinde der Kirche: die oberflächlichen Christen, die in Verfolgungen abfallen, und die Häretiker.
Die Auslegung von Pseudo-Johannes Chrysostomos im 6. Jahrhundert (wahrscheinlich Johannes IV., Patriarch von Konstantinopel) enthält eine dann vielfach rezipierte Engführung der Erzählung auf die „keusche“ Susanna. Die im Ehestand befindliche Susanna, die lieber sterben will, als Ehebruch zu begehen, ist den altkirchlichen Autoren als Beispiel für „Standeskeuschheit“ wichtig.

### Rechtsgeschichte

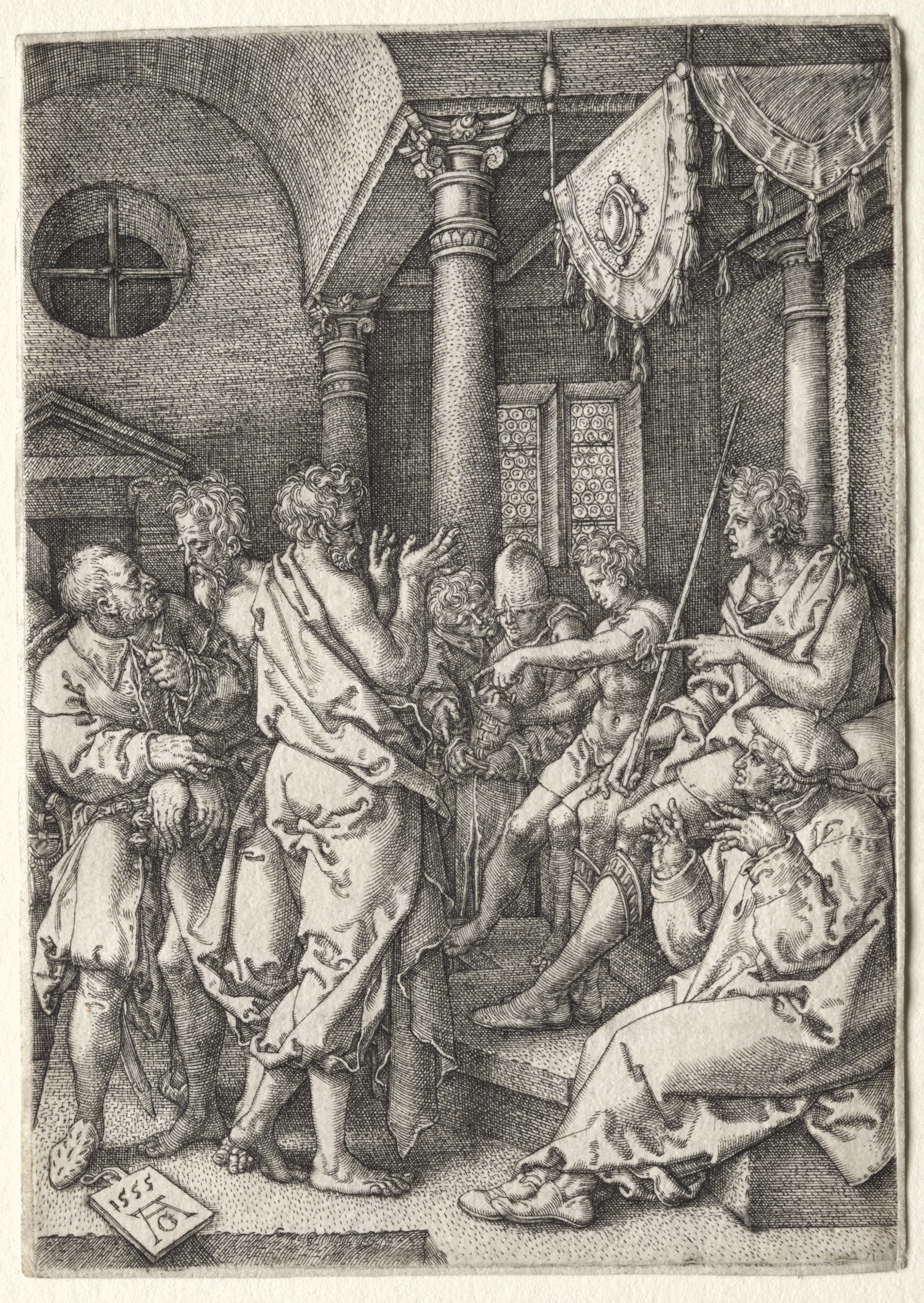
Heinrich Aldegrever: Daniels Verhör der beiden Ältesten

Abgesehen von ihrer religiösen Bedeutung gilt die Geschichte in der Entwicklung der Rechtsprechung als wegweisend, weil sie den auch heute noch wichtigen Grundsatz der unabhängigen Zeugenbefragung betont.
Die gründliche Zeugenbefragung ist auch im traditionellen jüdischen Recht von großer Bedeutung. Solomon Zeitlin betont, dass der Verfasser der Susanna-Erzählung sich mit dem Erzählmotiv, dass Daniel Widersprüche der Zeugenaussagen aufdeckt, im Einklang mit der Mischna befand. Wenn sich die Zeugen widersprechen, darf der Angeklagte nicht verurteilt werden. Aber die Zeugen werden für ihre widersprüchlichen Aussagen auch nicht bestraft, wie das in der Susanna-Erzählung beschrieben wird. Zeitlin meint, dass die Susanna-Erzählung im Judentum nicht kanonisch geworden sei, weil sie in diesem wichtigen Punkt der geltenden Halacha widersprochen habe.
Allerdings hatte der Erzähler des Susanna-Stoffes kein juristisches Interesse. Es geht keineswegs um die realistische Darstellung einer Rechtspraxis oder um einen Vorschlag zur Rechtsreform, wie Walter Baumgartner herausgearbeitet hat: „Daniel ist nicht der bessere Jurist, der klügere Richter, sondern der von Gott geschickte … Retter der unschuldig verurteilten Frau. Er stellt das Verhör auch nicht zu dem Zweck an, selber Klarheit über den Sachverhalt zu gewinnen – das hat er ja gar nicht nötig –, sondern um das mit Blindheit geschlagene Volk zu belehren.“
Im späten 12. Jahrhundert wurde die getrennte Zeugenbefragung in Abwesenheit der streitenden Parteien (examinatio in secreto) im europäischen Prozessrecht neu eingeführt. Die Glossatoren Johannes, Azo und Accursius begründeten die neue Praxis mit dem Hinweis auf die biblische Susanna-Erzählung.

### Bildende Kunst
Zahlreiche Vertreter der bildenden Kunst haben sich in verschiedenen Epochen dieses Themas angenommen, unter anderem: Rembrandt, Peter Paul Rubens, Massimo Stanzione, Jacopo Tintoretto, Moritz Daniel Oppenheim oder zeitgenössisch Moran Haynal. Es sind über 1400 Werke u. a. in den Bereichen Skulptur, Malerei, Photographie oder Druck zu dem Thema „Susanna im Bade“ auch unter alternativen Werk-Benennungen bekannt. Bei dem Motiv spielte auch eine Rolle, dass es als biblisches Thema einen legitimen Anlass zur Aktdarstellung bot. Aus einem anderen Blickwinkel betrachtet Artemisia Gentileschi das Thema: Sie verzichtet auf romantische Attribute und stellt Susanna und ihre prekäre Lage in den Mittelpunkt. Das französische Glasfenster Keusche Susanna in Les Iffs im Département Ille-et-Vilaine entstand um 1550. 

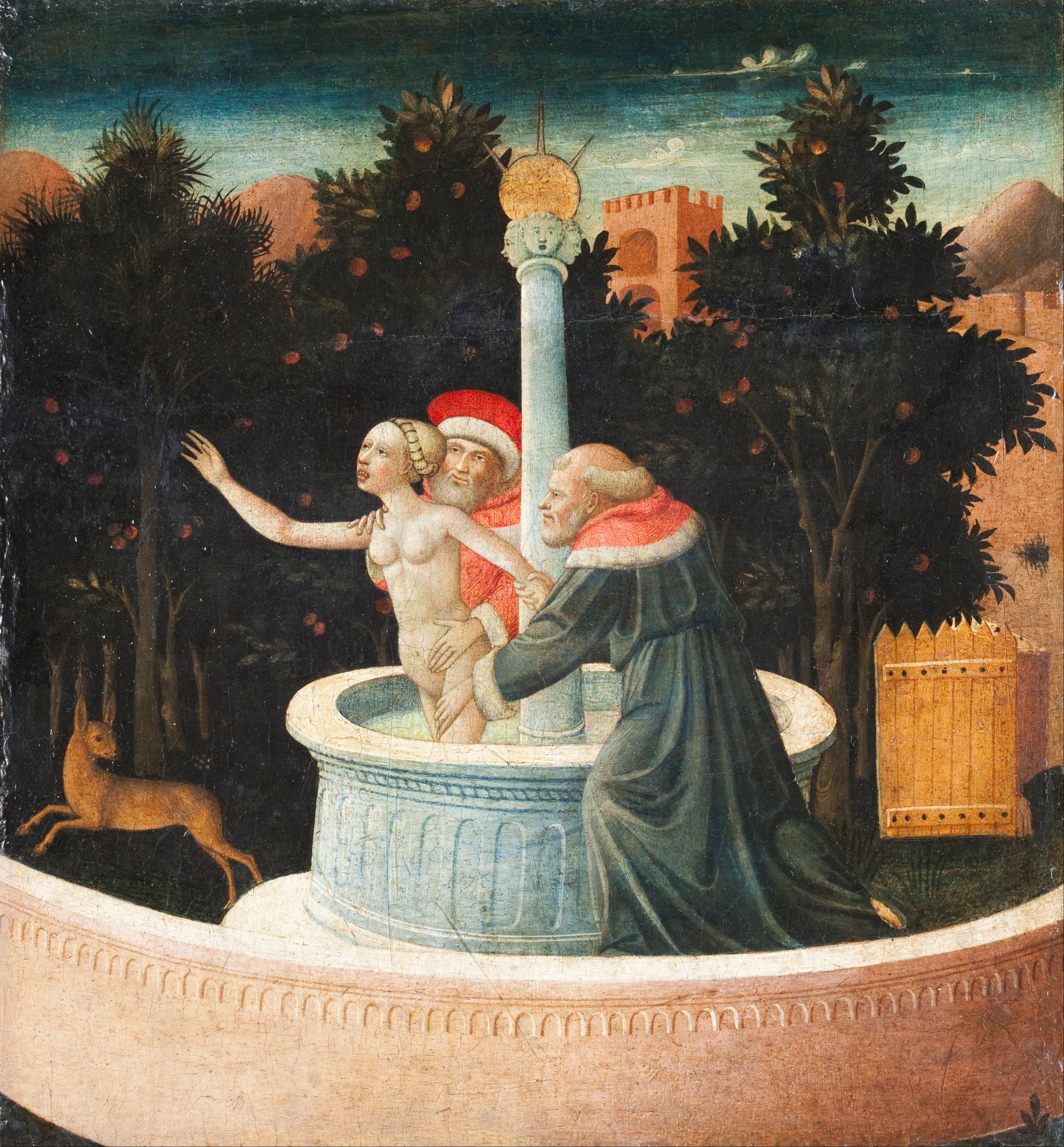
Maestro dei Trionfi Landau Finaly: Susanna und die Alten, um 1450
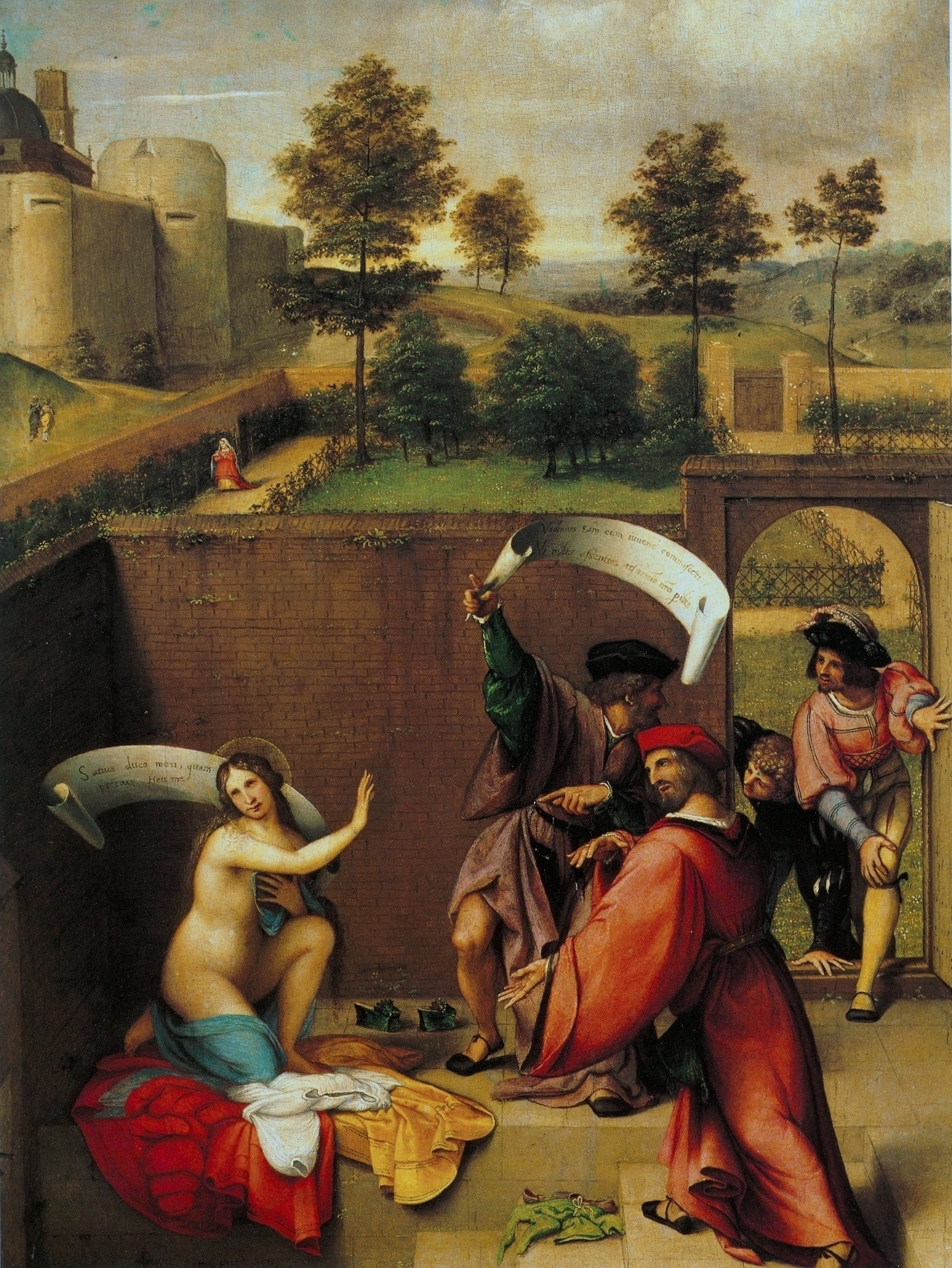
Lorenzo Lotti: Susanna im Bade, 1517
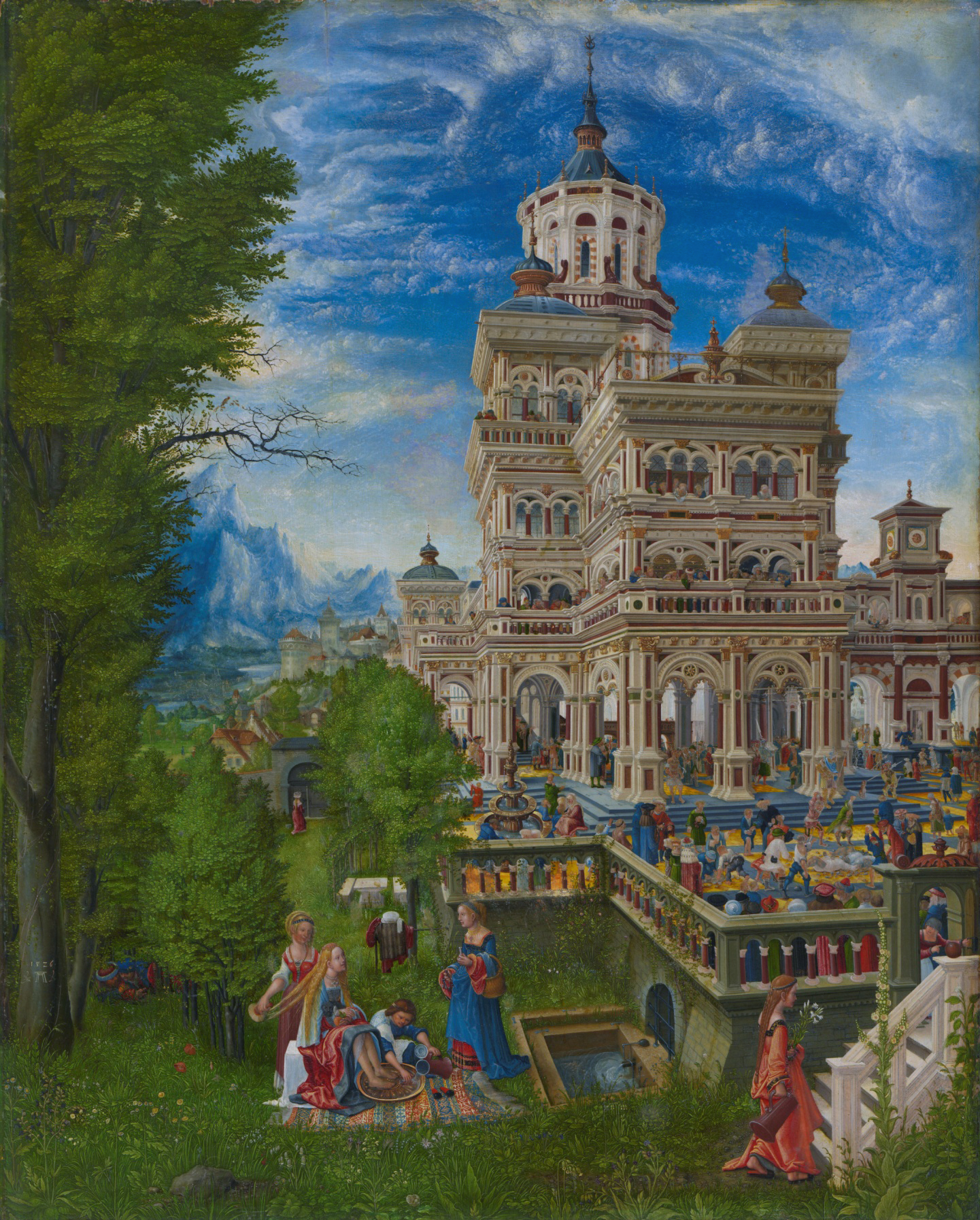
Albrecht Altdorfer: Susanna und die beiden Alten, 1526
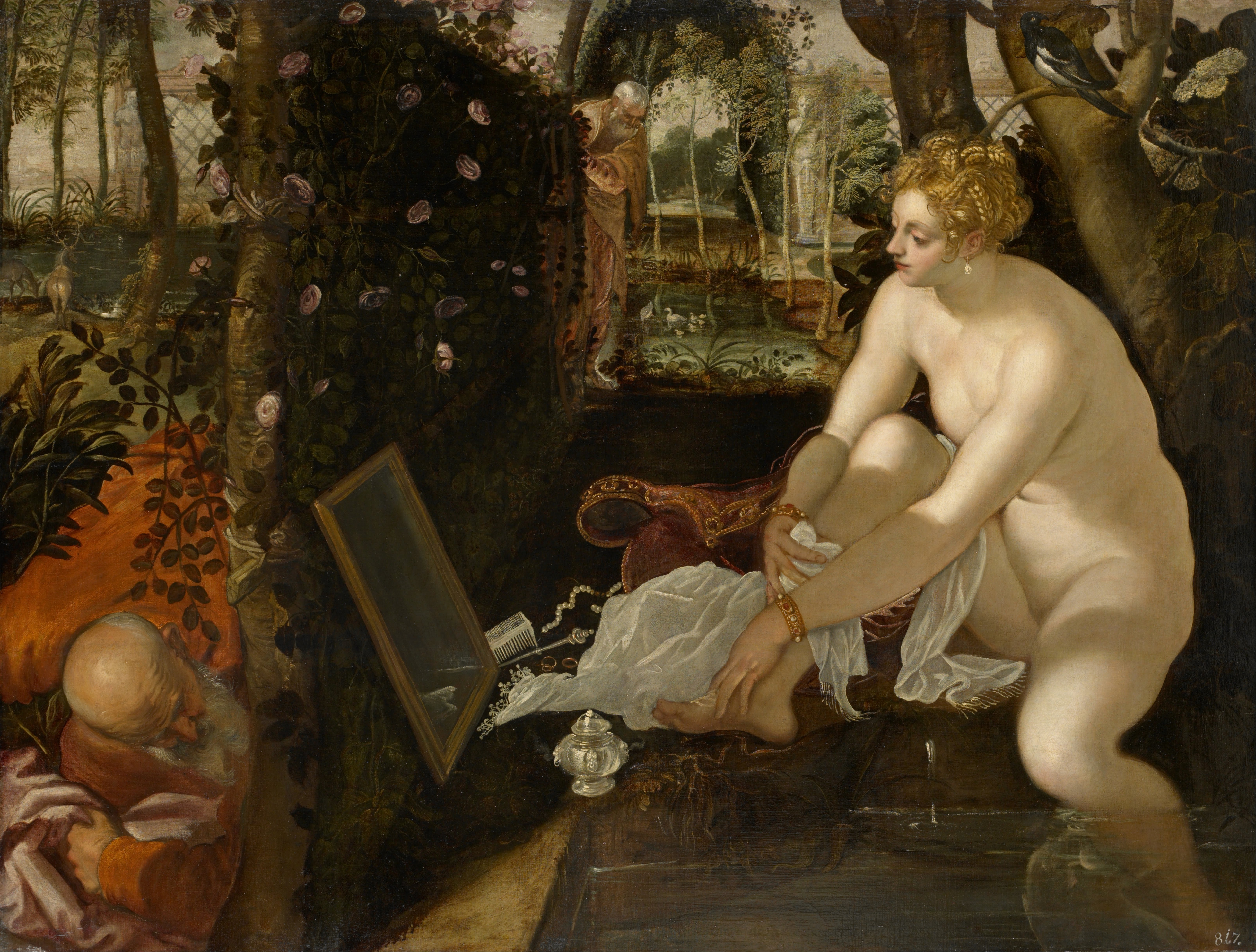
Jacopo Tintoretto: Susanna im Bade, 1555/56
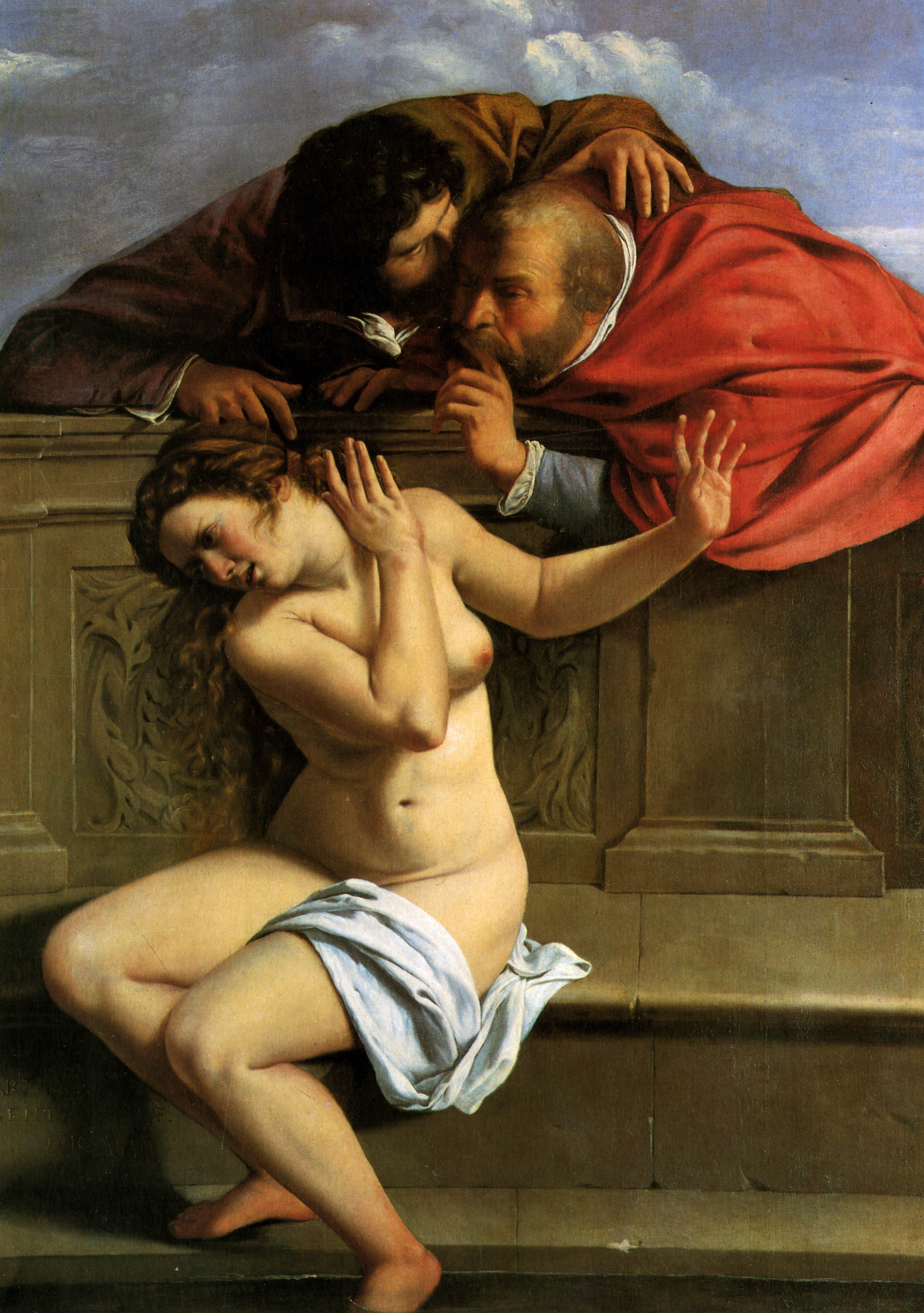
Artemisia Gentileschi: Susanna und die Ältesten, 1610
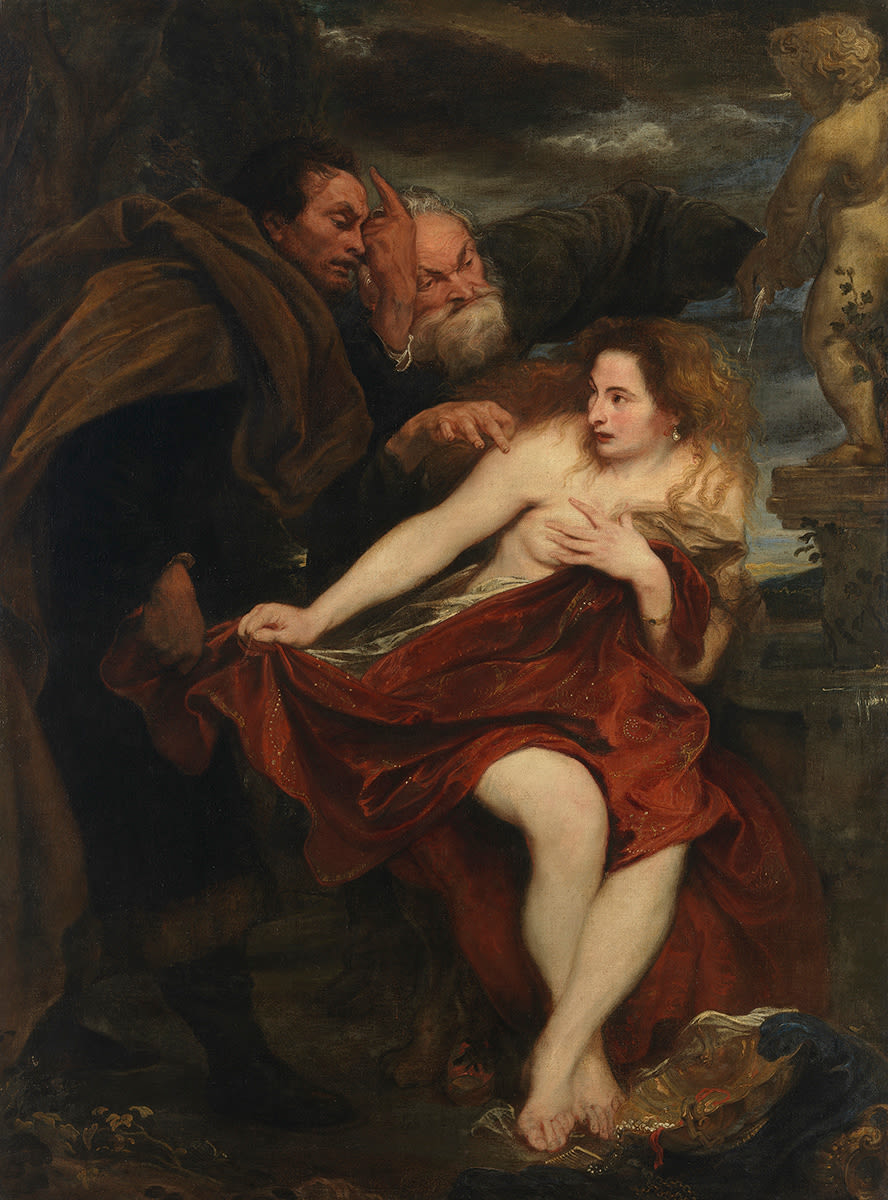
Anthonis van Dyck: Susanna im Bade, 1626
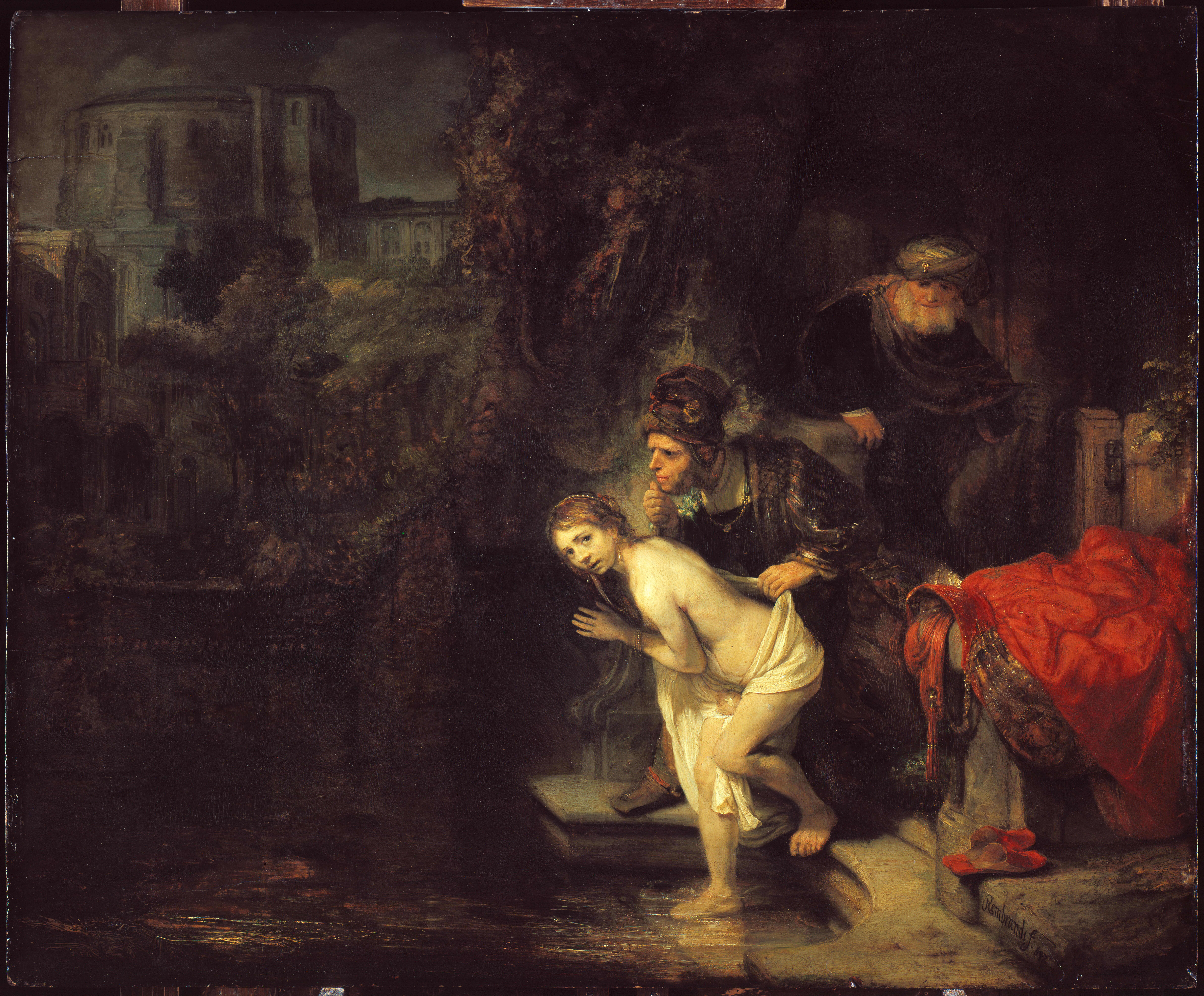
Rembrandt: Susanna im Bade, 1647
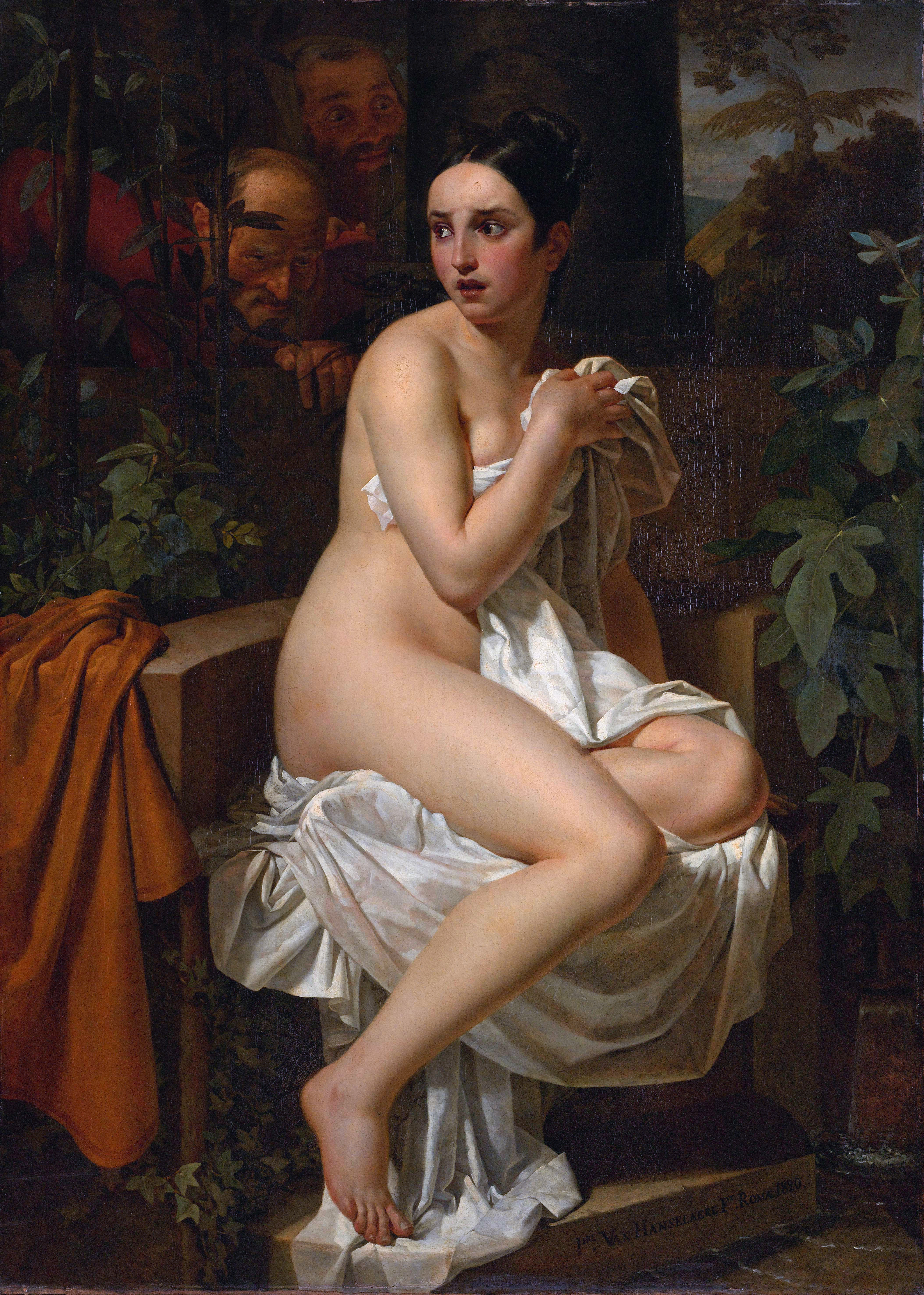
Pieter Van Hanselaere: Suzanna en de ouderlingen, 1820
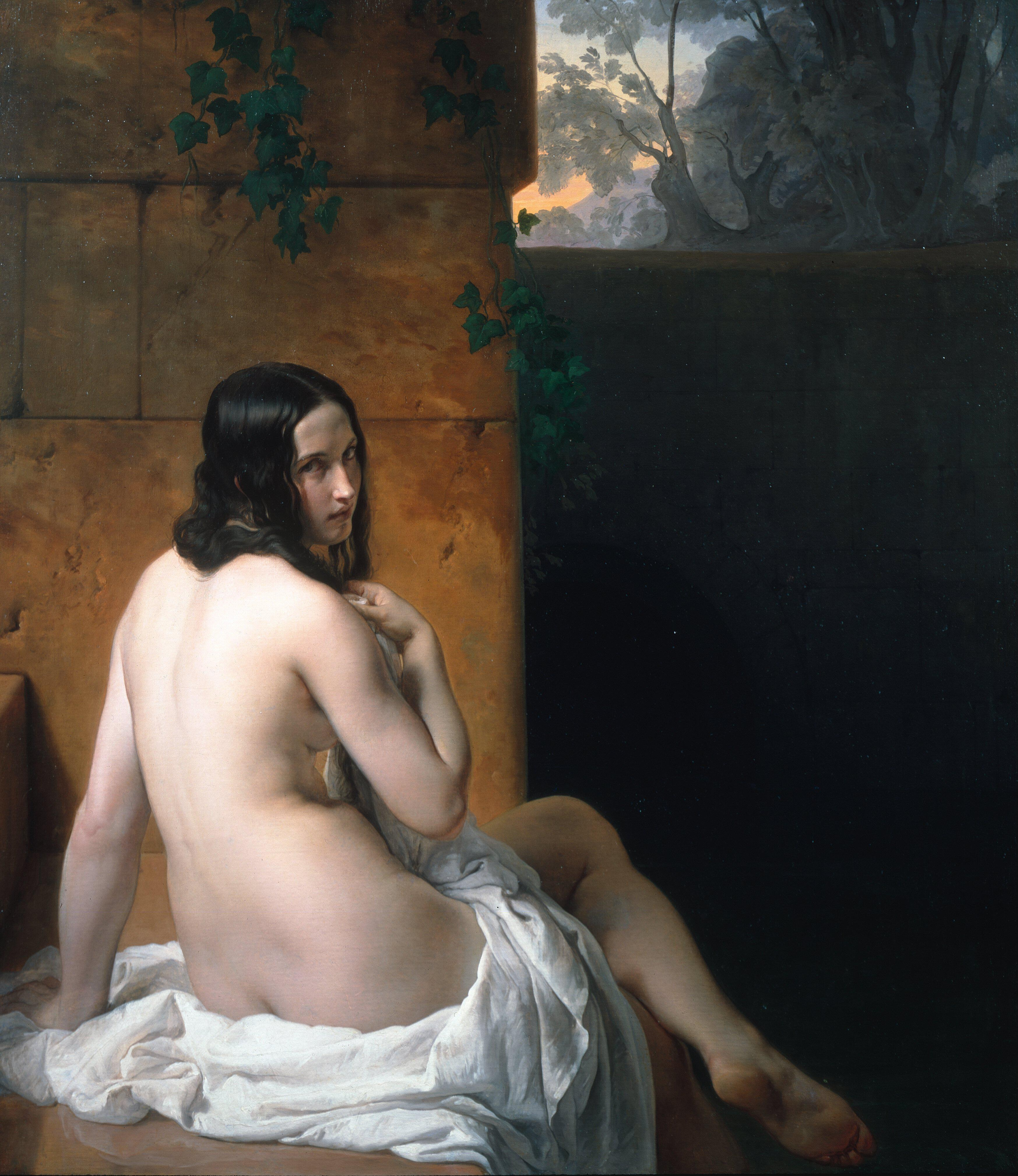
Francesco Hayez: Susanna im Bade, 1850
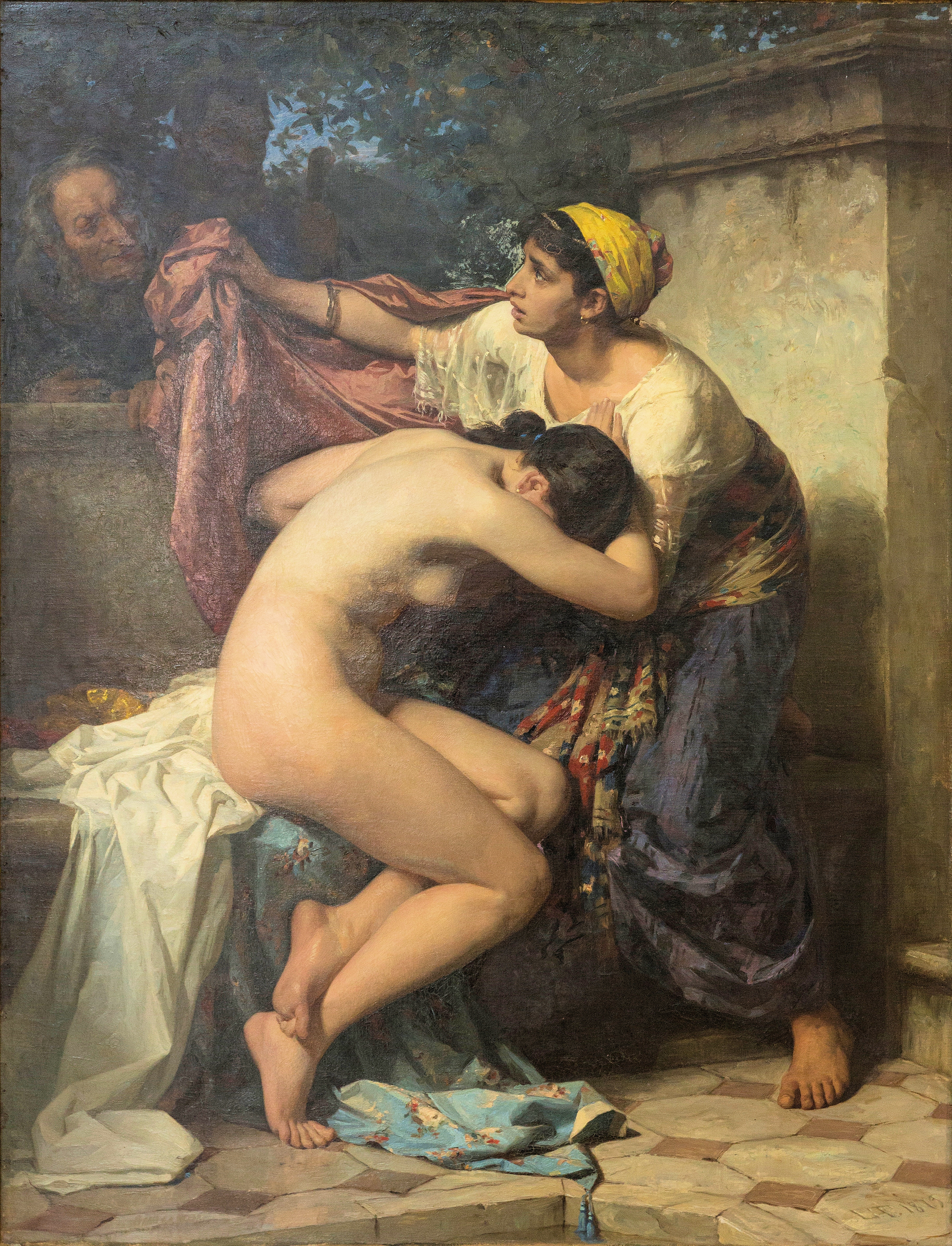
Laurits Tuxen: Susanna i badet, 1879
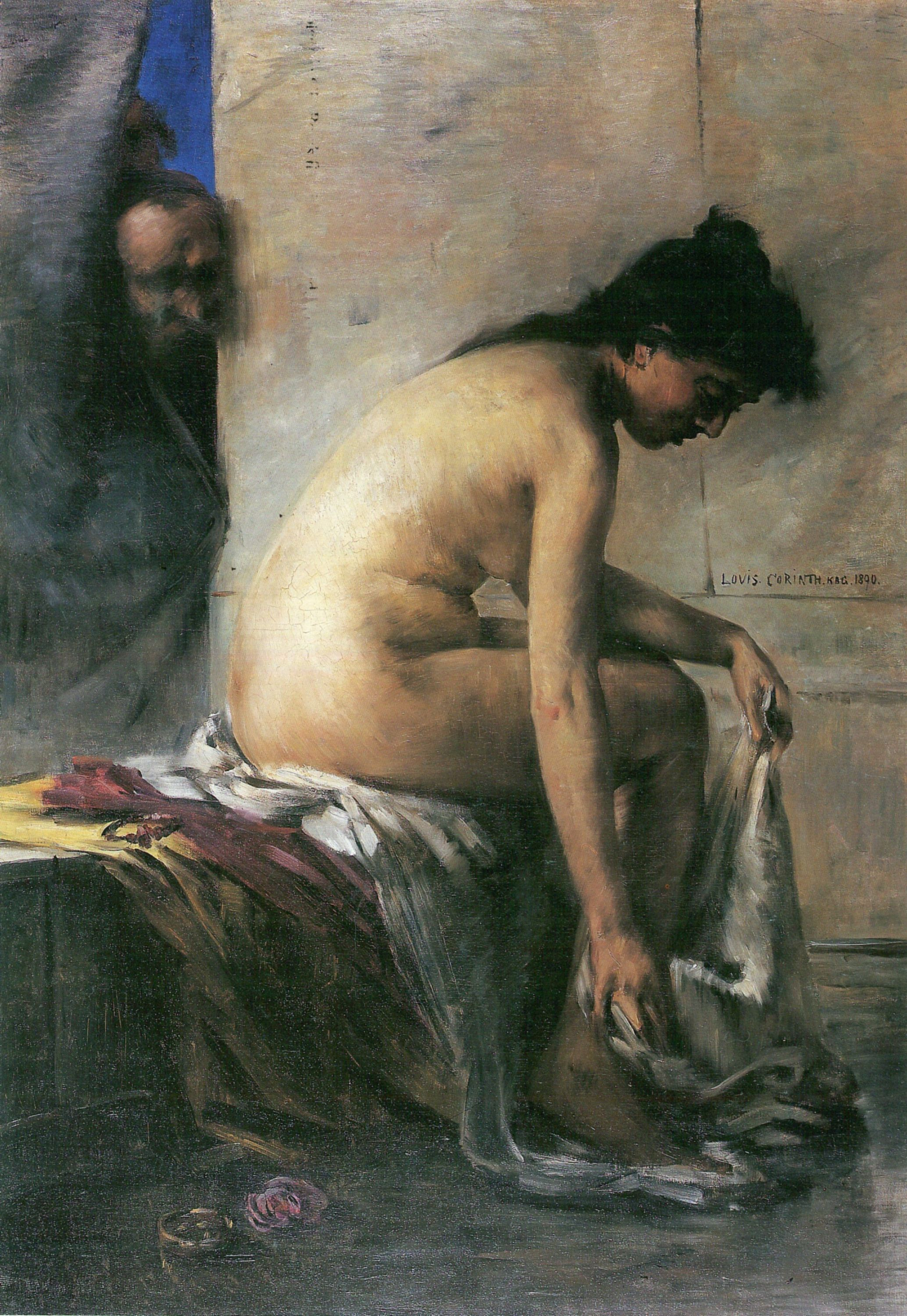
Lovis Corinth: Susanna im Bade, 1890
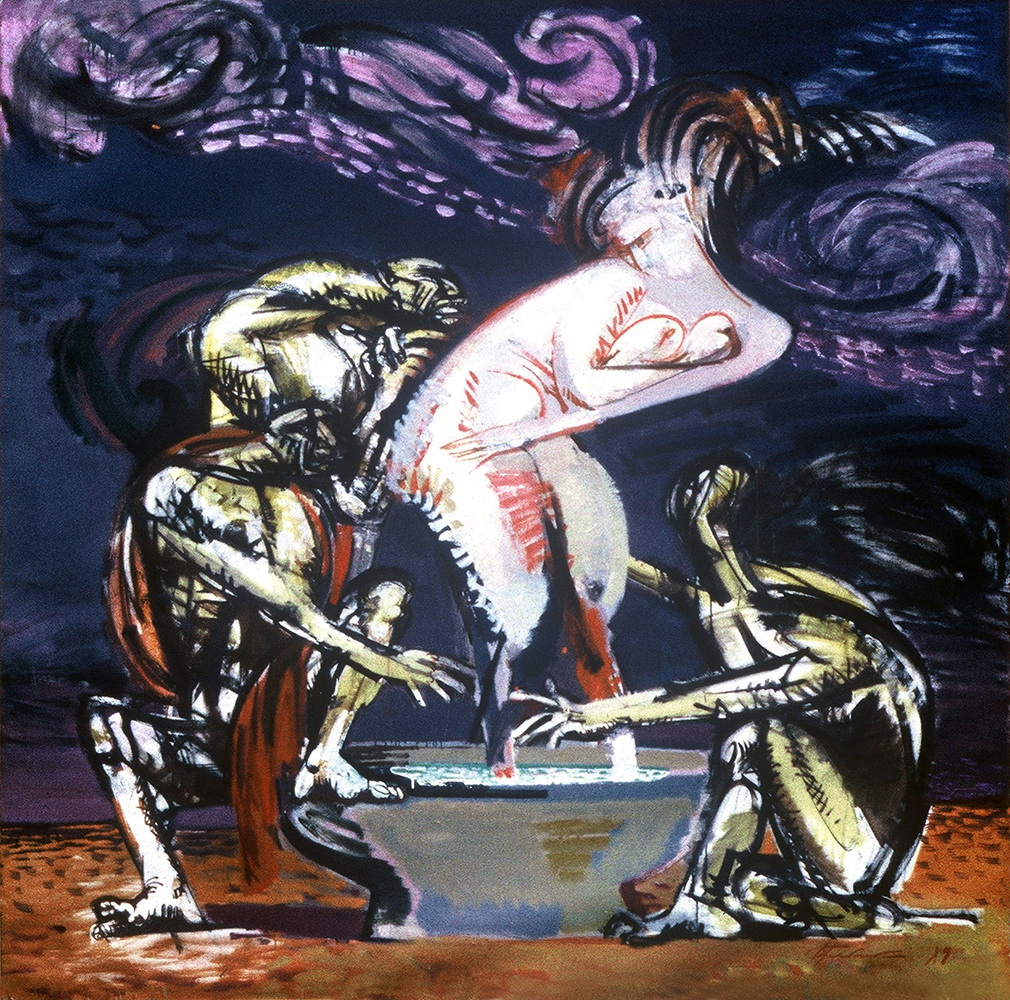
Wassyl Rjabtschenko: Susanna und die Ältesten, 1989
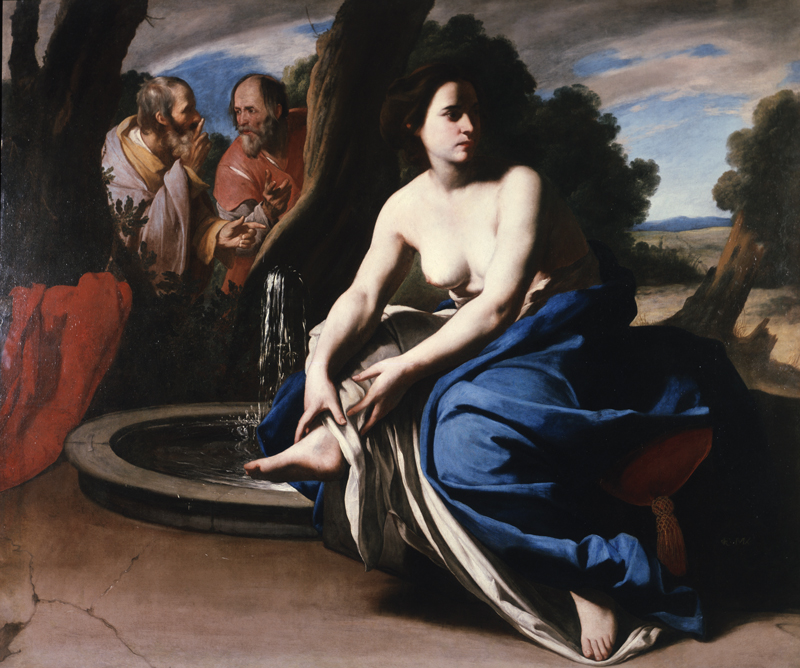
Massimo Stanzione Susanna und die beiden Alten (Stanzione), um 1645

### Musik

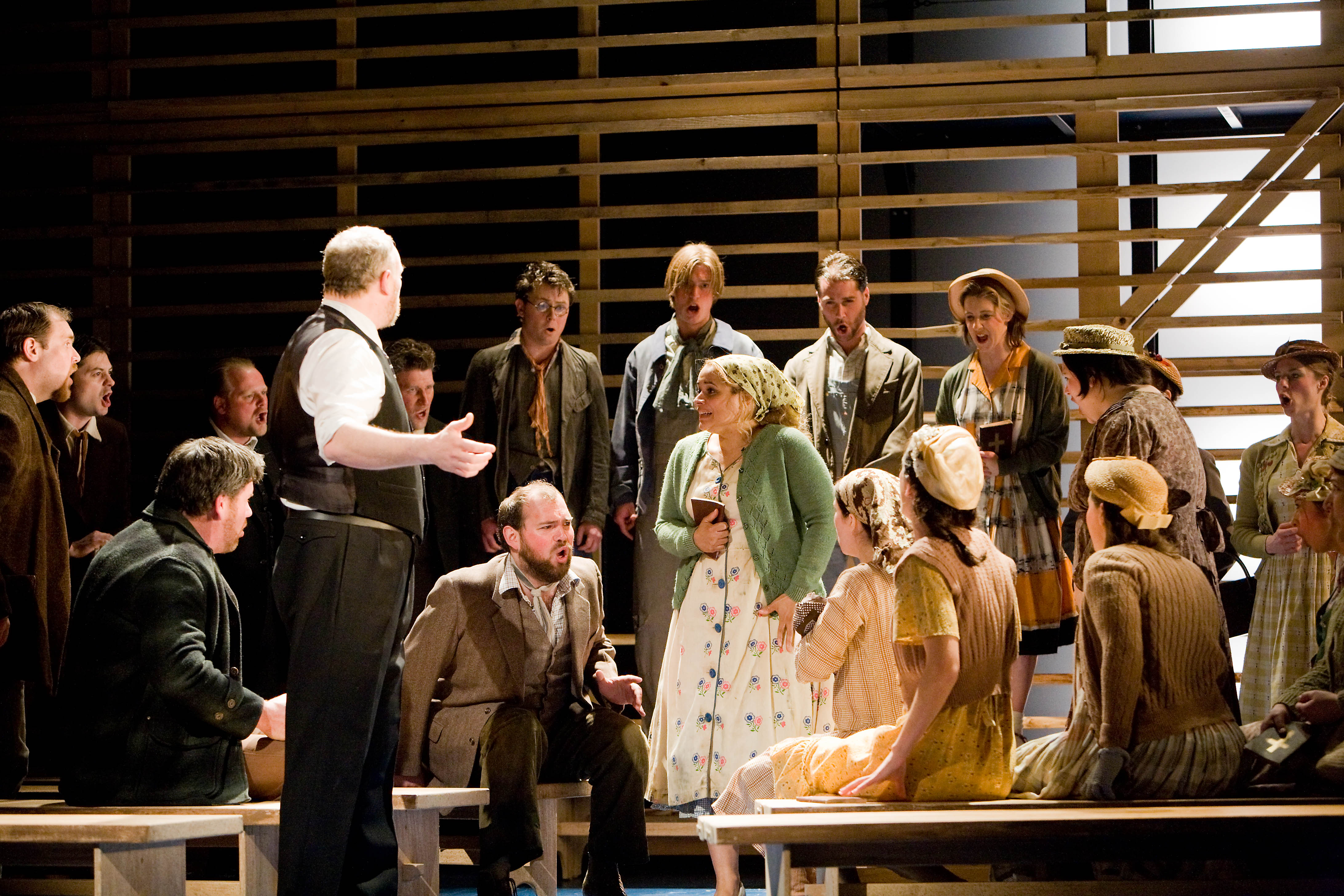
Carlisle Floyds Susannah aufgeführt von der English Touring Opera (2008)

Einige Komponisten haben das Motiv aufgegriffen: So zum Beispiel Orlando di Lasso in seinem berühmten Chanson Susanne un jour, Georg Friedrich Händel in dem Oratorium Susanna, Alessandro Stradella im Oratorium „La Susanna“ und Carlisle Floyd in der Oper Susannah. Floyds bekannteste und 1955 uraufgeführte Oper verlegt die Handlung der Susanna-Erzählung ins ländliche New Hope Valley, Tennessee, und zeitlich in die 1950er Jahre.

### Literarische Rezeption
Auch in der Literatur war Susanna ein beliebtes Motiv. So fand sie Eingang in die um 1331 entstandene Reimpaardichtung Daniel eines unbekannten Autors. 1577 wurde das Drama Susanna von Nicodemus Frischlin uraufgeführt. Paul Rebhun widmete ihr mit Ein Geistlich Spiel von der Gotfürchtigen und keuschen Frauen Susannen, ein Trauerspiel, welches erstmals 1536 gedruckt wurde. Das 1593 gedruckte, erste Schauspiel des Herzogs Heinrich Julius von Braunschweig Wolfenbüttel ist die Tragica Comoedia Von Der Susanna. Aufführungen sind belegt in Frankfurt am Main (1597), Ulm (1602) und Stuttgart (1603). In dem Einakter Die keusche Susanna. Ein rührendes Drama wird der Stoff 1783 (anonym) parodiert, wobei Daniel kein Prophet ist, sondern der Geliebte der Susanna. Vom böhmischen Lyriker Hugo Salus stammt ein Drama Susanna im Bade aus dem Jahr 1901.
Wenig verändert, ging die Susanna-Erzählung als Geschichte von der frommen Israelitin und den beiden bösen Alten in die Märchensammlung 1001 Nacht ein; sie findet sich ebenfalls bei as-Sarrāğ und Ibn al-Dschauzī.
Dem Soziologen Niklas Luhmann dient das Motiv als Beispiel für eine frühe Form der Perspektive, die Beobachtungs- und Nichtbeobachtungsverhältnisse abbildbar machte, dafür aber im Gegensatz zur Zentralperspektive ein Vorwissen des Betrachters um die abgebildete Situation voraussetzt.

### Ausstellungen
- 2022/2023: Susanna: Bilder einer Frau vom Mittelalter bis MeToo. Wallraf-Richartz-Museum, Köln
- 2024/2025: Susanna: Van Middeleeuwen tot MeToo [Vom Mittelalter bis MeToo]. Museum Gouda, Gouda (NL)[26]

### Textausgaben
- Alfred Rahlfs, Robert Hanhart: Septuaginta: Id Est Vetus Testamentum Graece Iuxta LXX Interpretes. Deutsche Bibelgesellschaft, Stuttgart 2006, ISBN 3-438-05119-2.
- Wolfgang Kraus, Martin Karrer (Hrsg.): Septuaginta Deutsch. Das griechische Alte Testament in deutscher Übersetzung. Deutsche Bibelgesellschaft, Stuttgart 2009, ISBN 978-3-438-05122-6 (wissenschaftliche Übersetzung der Susanna-Erzählung durch Helmut Engel, Septuaginta- und Theodotion-Fassung werden synoptisch abgedruckt).

### Überblicksdarstellungen
- Klaus Koch: Daniel-Zusätze. In: Religion in Geschichte und Gegenwart (RGG). 4. Auflage. Band 2, Mohr-Siebeck, Tübingen 1999, Sp. 560.
- Heinz-Dieter Neef: Susanna. In: Siegfried Kreuzer (Hrsg.): Handbuch zur Septuaginta / Handbook of the Septuagint LXX.H. Band 1. Gütersloher Verlagshaus, Gütersloh 2016, ISBN 978-3-641-24802-4, S. 649–654, doi:10.14315/9783641310936-059.
- Markus Witte: Die Zusätze zum Danielbuch. In: Jan Christian Gertz (Hrsg.): Grundinformation Altes Testament. 6., überarbeitete und erweiterte Auflage. Vandenhoeck & Ruprecht, Göttingen 2019, ISBN 978-3-8252-5086-7, S. 506–513.
- Herbert Niehr: Das Buch Daniel. In: Christian Frevel (Hrsg.): Einleitung in das Alte Testament. 9., aktualisierte Auflage. Kohlhammer, Stuttgart 2016, ISBN 978-3-17-030351-5, S. 618–629.

### Kommentare
- Odil Hannes Steck, Reinhard G. Kratz, Ingo Kottsieper: Das Buch Baruch. Der Brief des Jeremia. Zusätze zu Ester und Daniel (= Das Alte Testament Deutsch. Apokryphen. Band 5). Vandenhoeck & Ruprecht, Göttingen 1998, ISBN 3-525-51405-0.
- Helmut Engel: Die Susanna-Erzählung. Einleitung, Übersetzung und Kommentar zum Septuaginta-Text und zur Theodotion-Bearbeitung (= Orbis Biblicus et Orientalis. Band 61). Universitätsverlag, Freiburg; Vandenhoeck & Ruprecht, Göttingen 1985, ISBN 3-7278-0326-6, doi:10.5167/uzh-149701.

### Monographien, Artikel
- Dan W. Clanton: The Good, the Bold, and the Beautiful. The Story of Susanna and its Renaissance Interpretations. T&T Clark International, New York 2006, ISBN 0-567-02991-3.
- Lorenzo DiTommaso: The Book of Daniel and the Apocryphal Daniel Literature (= Studia in Veteris Testamenti pseudepigrapha. Band 20). Brill, Leiden 1970, ISBN 90-04-14412-9.
- Katharina Bracht, David S. du Toit (Hrsg.): Die Geschichte der Daniel-Auslegung in Judentum, Christentum und Islam. Studien zur Kommentierung des Danielbuches in Literatur und Kunst (= Beihefte zur Zeitschrift für die Alttestamentliche Wissenschaft. Band 371). De Gruyter, Berlin/Boston 2007, ISBN 978-3-11-019301-5, doi:10.1515/9783110896473. Darin:
  - Michael Tilly: Die Rezeption des Danielbuches im hellenistischen Judentum. S. 31–54, doi:10.1515/9783110896473.31.
  - Hartmut Bobzin: Bemerkungen zu Daniel in der islamischen Tradition. S. 167–178, doi:10.1515/9783110896473.167.